# 오성술
오성술(吳成述, 1884년 5월 15일 ~ 1910년 9월 15일)은 대한민국의 독립운동가이다. 대한 제국 말기에 의병장으로 활동하다가 일본 헌병대에 체포되어 1910년 처형되었다. 본명은 오인수(吳仁洙), 자는 성술(聖述), 호는 죽파(竹坡), 본관은 나주.

## 경력
1884년 5월 15일 전라남도 광산군 삼도면 송산리 죽산마을에서 오영선(吳榮善)과 나주 임(林)씨 사이의 외아들로 태어났다. 한학을 공부하였고 지역 인사들의 추천으로 1905년 7월, 21세의 나이에 종9품 충의참봉을 제수 받았다.
1906년 1월에 면암 최익현의 시국 강연을 듣고 최익현을 만나 창의 의사를 밝혔다. 최익현은 대견해 하며, “나는 이미 늙은 몸, 그대와 같은 열혈 청년들이 나서겠다니 마음 든든하네. 천하대세와 국세민계(國勢民計)가 이 지경에 이르렀으니 마땅히 일사보국(一死報國)할 기회가 온 것 아니겠는가. 한시도 지체하지 말기 바란다.”고 당부하기도 하였다.
1907년 가산을 정리하고 의병기금을 마련하여 거병하였다. 의병장 김태원(金泰元)이 합진을 제의해 와 두 진영을 합치기로 결의하였다. 1907년 9월 기삼연을 창의대장으로 하여 편성된 호남 의병 연합부대인 호남창의회맹소에도 참여하였다. 호남창의회맹소를 중심으로 한 의병항쟁이 격화하자 일본 군경은 1908년 초부터 대대적인 탄압 작전을 감행하였다.
1908년 1월에 일본군 수비대 지휘관 요시다를 창평 무동촌 전투에서 사살하는 성과를 거두기도 하였으나, 2월 기삼연이 순창에서 체포되어 광주에서 총살되었고, 4월에는 김태원이 광주 어등산 전투에서 전사하였다. 오성술은 전부터 함께 전투에 참여한 바 있던 전해산(全海山)과 더불어 의진을 수습하고, 일부의 잔병은 조경환(曺京煥)이 인솔하였다.
오성술은 군자금을 모금하기 위하여 1908년 1월 10일 광주에 거주하는 일본인 농장 지배인 사이토(齊藤)의 집을 습격하여 일본인 3명을 살해하고, 소총·일본도 등 무기를 탈취하였다. 1908년 12월 나주에서 밀정 황도현(黃道玄)의 재산을 탈취하고 그를 살해하였다. 1909년 1월 30일에는 광주에 거주하는 일본인 지주 모리(森十內)의 집을 습격하여 2,500원 상당의 물품을 탈취하였다.
1909년 8월 영산포 헌병대 요시무라 중위가 이끌던 ‘폭도토벌대’의 추격을 받다가 교전 끝에 결국 체포되었다. 오성술은 16세에 금성 나씨와 결혼하여 26세에 얻은 1명의 아들이 있었다. 아들이 태어난 지 석 달 뒤에 일본군 헌병대에 붙들린 것이었다. 광주지방재판소에서 사형이 언도되자 항소하였으나 기각되어 대구감옥에서 향년 26세로 교수형을 당해 순국하였다.

## 사후
대한민국 정부는 독립운동가 오성술의 공훈을 기려 1977년 건국훈장 독립장이 추서하였다.